# Efes Pilsen
Efes Pilsen is een Turks biermerk, geproduceerd door Efes Beverage Group die onderdeel is van de Turkse multinational Anadolu Group. Het bier wordt sinds 1969 gebrouwen in de stad İzmir, maar dankt zijn naam aan de nabijgelegen stad Efeze. Het bier heeft een alcoholpercentage van 5%. In het productieproces wordt rijst meegebrouwen met de hop, wat het bier een geheel eigen smaak geeft.
Naast de normale pils, heeft de Efes Beverage Group door de tijd heen ook andere varianten van Efes ontwikkeld en uitgebracht.
- Efes Dark: een dubbel gebrande mout lager, 6,5%
- Efes Dark Brown: Efes Dark met extra aroma's, zoals koffie en chocolade.
- Efes Light: een light variant van de normale Efes pilsener, 122 cal., 3,0%
- Efes Xtra: met een sterkere hopsmaak, 8,0%
- Efes Ice: een lichte en aromatische lager, 4,2%

Efes is het meest gedronken biermerk in Turkije met een marktaandeel van rond de 80%, en wordt ook daarbuiten verkocht, met name in Centraal- en Oost-Europa. Het merk heeft in zijn bestaan vele prijzen en keurmerken ontvangen.